# Хуэйсянь (Хэнань)
Хуэйся́нь (кит. упр. 辉县, пиньинь Huīxiàn) — городской уезд городского округа Синьсян провинции Хэнань (КНР). Название городского уезда означает «уезд Хуэй». Городской уезд подчиняется напрямую властям провинции Хэнань, которые делегируют управление им городскому округу Синьсян.

## История
В эпоху Чжоу в этих местах находились царства Фань (凡国) и Гун (共国), в эпоху Вёсен и Осеней они оказались в составе царства Чжэн. При империи Западная Хань восточная часть современного городского уезда входила в состав уезда Гунсянь (共县), западная — в состав уезда Шаньян (山阳县). При империи Суй в 586 году был создан уезд Гунчэн (共城县). При империи Тан в 618 году была создана область Гунчжоу (共州), в состав которой вошли уезды Гунчэн и Фаньчэн, однако в 621 году она была расформирована, а уезд Фаньчэн был присоединён к уезду Гунчэн.
После чжурчжэньского завоевания, когда эти места были включены в состав империи Цзинь, в 1189 году из-за практики табу на имена, чтобы избежать использования иероглифа «гун», читающегося точно так же, как иероглиф, входящий в личное имя Ваньянь Юньгуна (второго сына императора Ваньянь Улу), уезд Гунчэн был переименован в Хэпин (河平县). В 1192 году он был переименован в Сумэнь (苏门县). В 1215 году уезд был поднят в статусе до области, получившей название Хуэйчжоу (辉州); в состав области вошли уезды Сумэнь и Шаньян. После монгольского завоевания уезды были расформированы, а их земли перешли под непосредственное управление областных структур. После свержения монголов и установления империи Мин в 1368 году область была понижена в статусе до уезда — так появился уезд Хуэйсянь (辉县).
В августе 1949 года была создана провинция Пинъюань, и эти места вошли в состав созданного одновременно Специального района Синьсян (新乡专区) провинции Пинъюань. 30 ноября 1952 года провинция Пинъюань была расформирована, и Специальный район Синьсян перешёл в состав провинции Хэнань. В 1967 году Специальный район Синьсян был переименован в округ Синьсян (新乡地区).
В 1986 году были расформированы округ Синьсян и город Синьсян, и образован городской округ Синьсян. В 1988 году был расформирован уезд Хуэйсянь, и образован городской уезд Хуэйсянь, подчинённый напрямую властям провинции Хэнань, которые делегировали управление им городскому округу Синьсян.

## Административное деление
Городской уезд делится на 2 уличных комитета, 12 посёлков и 8 волостей.